# Gobernación de Menia
La Gobernación de Menia (en idioma árabe: محافظة المنيا) es una de las veintisiete gobernaciones de Egipto. Se encuentra situada hacia el centro del país y su capital es la ciudad de Menia.
El nombre proviene de la ciudad principal de esta gobernación, al principio conocida en idioma copto como Tmoone y en idioma bohairico como Thmonē, que significa «la residencia», en referencia a un monasterio antes ubicado en el área; dicho nombre también puede provenir del antiguo término egipcio Men'at Jufu.

## Demografía
Posee una extensión de territorio que abarca una superficie de unos 32.279 kilómetros cuadrados. A su vez, se encuentra habitada por 4.179.309 personas (censo del año 2006). Considerando esos datos se puede deducir que la densidad poblacional de la gobernación de Menia es de 115 habitantes por kilómetro cuadrado.
| Población Histórica de la Gobernación de Menia | Población Histórica de la Gobernación de Menia | Población Histórica de la Gobernación de Menia |
| Año                                            | Habitantes                                     | Censo de Población                             |
| ---------------------------------------------- | ---------------------------------------------- | ---------------------------------------------- |
| 1986                                           | 2 648 043                                      | Censo egipcio de 1986                          |
| 1996                                           | 3 310 129                                      | Censo egipcio de 1996                          |
| 2006                                           | 4 166 299                                      | Censo egipcio de 2006                          |
| 2017                                           | 5 497 095                                      | Censo egipcio de 2017                          |
| 2020                                           | 5 941 358                                      | Estimaciones del CAPMAS                        |
| 2027                                           | -                                              | Censo egipcio de 2027                          |

## Distritos con población estimada en julio de 2017
- Abū Qurqās 604,773
- Al-'Idwah 281,729
- Al-Minyā 679,821
- Banī Mazār 639,122
- Dayr Mawās 412,089
- Madīnat al-Minyā al-Jadīdah 15,122
- Maghāghah 596,474
- Malawiṭ Gharb 488,482
- Mallawī 184,048
- Mallawī 748,372
- Maṭāy 319,592
- Samālūṭ 311,817

## Agricultura e industria
Minya es una región importante en la producción agrícola e industrial. Entre sus cosechas principales se encuentran la caña de azúcar, el algodón, frijoles, soja, el ajo, cebollas, verduras de varias clases, tomates, patatas, sandías, y uvas. 
Entre las principales industrias locales destacan las alimenticias (sobre todo las del azúcar y la de secado y molienda de cebollas), las de hilado y tejido de algodón, perfumes, aceites y grasas, las de fabricación de cemento, extracción (sobre todo de caliza), y las de fabricación de ladrillos.